# Felipe Maluhy
Felipe Maluhy (São Paulo, 20 juli 1977) is een Braziliaans autocoureur. Hij rijdt in de Copa NEXTEL Stock Car.

## Carrière
Felipes racecarrière begon in 1995, toen hij ging karten in het Paulista kampioenschap. Dat won hij in 1996. In 1997 stapte hij over naar de autosport. Eerst naar de geflopte Formule Chevrolet, waarin hij zesde werd. In 1999 ging hij in Europa racen, in de Formule Palmer Audi. Hij haalde hierin één podiumplaats. Hierna ging Felipe terug naar het karten. Hij won in zijn rentree jaar 1999 de Red Bull 500 Mijl. In 2001 reed hij één race in de Copa NEXTEL Stock Car. Sinds 2004 rijdt hij permanent in deze klasse. Hij reed in 2006 en 2007 in de 200 km van Buenes Aires, een race die deel uitmaakt van het TC 2000-kampioenschap. In 2008 reed hij weer in de Copa NEXTEL Stock Car voor het Terra Avallone-team. Hij reed daar in een Opel Astra als teamgenoot van Rodrigo Sperafico